# Sarek
Sarek是一隊瑞典的五人民謠樂隊，活躍於2002年-2012年，曾參與2002年和2023年的瑞典旋律節。該樂隊的音樂風格偏向傳統流行民謠，並融合了瑞典和歐洲民間樂器的音色。

## 歷史
2008年3月，Sarek的歌曲《Magical Sensations》由歌手Katy Satyn演唱，參加了比利時歐洲歌唱大賽（ESC）的選拔賽，並在第一場半決賽中獲得勝利。
同年12月，Sarek的歌曲《I natt ska marken skälva》獲得2008年度Grammis最佳流行專輯提名。
2012年，Sarek發行了他們的最後一張專輯《Magiska Toner》，並舉辦了與專輯同名的巡迴演唱會。巡演結束後，樂隊正式宣布解散。

## 成員
- Stina Jadelius (後稱：Engelbrecht)：作曲、填詞、聲樂、合唱和北歐牧歌
- Jessica Wetterstrand Sjöberg：主唱和合唱
- Zara Kronvall：主唱和合唱
- Ola Hertzberg：尼古赫帕琴、中音豎琴、莫拉豎琴和口簧琴
- Kristofer Pettersson：尼古赫帕琴和手風琴
- Göran Månsson：笛、Härjedalspipa（瑞典语：Härjedalspipa）、 skränpipa（瑞典语：skränpipa）、口簧琴和敲擊樂器

## 音樂作品

### 專輯
- Genom eld och vatten（2003年）
- Sarek （2004年）
- I natt ska marken skälva（2008年）
- Magiska toner（2011年）

### 單曲
- Vinterland (2002)
- Genom eld och vatten （2003年）
- Solen glimmar（2003年）
- Älvorna（2004年）
- Medan stjärnorna vandrar（2004年）
- Törst（2004年）
- I natt ska marken skälva（2008年）
- Magiska sekunder（2008年）
- Om du tvekar（2011年）

## 2003和2004年瑞典旋律節
2003年，Sarek以歌曲《赴湯蹈火》（Genom Eld och Vatten）參加瑞典旋律節，獲得第六名。雖然未能代表瑞典參加2003年歐洲歌唱大賽，但這首歌和樂隊透過比賽廣為人知，至今已成為家喻戶曉的民謠經典。2004年，Sarek再次參加瑞典旋律節，演唱歌曲《Älvorna》，但未能進入總決賽。